# Giovanni Selvaggi
Giovanni Selvaggi (Catània, 1889 - 1954) fou un advocat i polític sicilià. Durant la dictadura feixista milità en el Partit Republicà Italià, del qual en fou el màxim exponent a Sicília. Després de fer campanya a favor de la república en el referèndum de 1946, fou nomenat Alt Comissari de Sicília el 19 d'octubre de 1946 en substitució de Salvatore Aldisio i després del govern interí de Paolo D'Antoni. Ocupà el càrrec fins al 30 de maig de 1947, quan després de les eleccions a l'Assemblea Regional Siciliana fou nomenat el primer president Giuseppe Alessi.
El 2 de gener de 1947 fou un dels promotors de l'Ens Sicilià d'Electricitat (ESE) que va tancar el monopoli privat de l'energia, i l'agost de 1947 fou cridat a l'Alta Cort de Sicília com a jutge constitucional.
| Precedit per: Paolo D'Antoni | Alt Comissari de Sicília 1946 - 1947 | Succeït per: Giuseppe Alessi (president de Sicília) |